# Liste von Fußballspielen zwischen Mannschaften aus der Deutschen Demokratischen Republik und der Bundesrepublik Deutschland

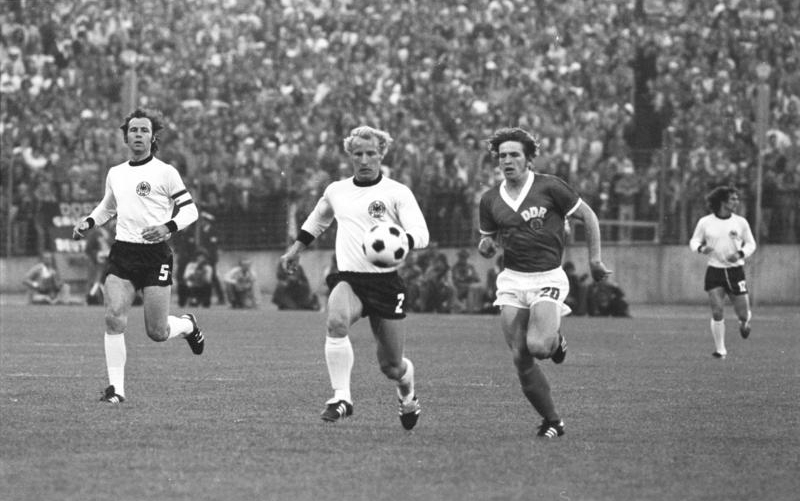
Fußball-WM-Spiel DDR–Bundesrepublik Deutschland 1974

Diese Liste  enthält Fußballspiele zwischen Mannschaften aus der DDR und der Bundesrepublik Deutschland.

## Länderspiele

### Fußball-Weltmeisterschaft 1974
Das einzige Länderspiel zwischen den Nationalmannschaften beider Länder gab es am 22. Juni 1974 im Hamburger Volksparkstadion während der Fußball-Weltmeisterschaft vor über 60.000 Zuschauern. Es endete überraschend mit 1:0 für die DDR durch ein Tor von Jürgen Sparwasser. Die Bundesrepublik wurde dennoch Fußball-Weltmeister.

### Olympia 1972
Bei den olympischen Sommerspielen 1972 in München trafen die beiden Nationen im Fußballturnier in der Zwischenrunde aufeinander. Das Spiel am 7. September vor 80.000 Zuschauern gewann die DDR mit 3:2 gegen die westdeutsche Amateurnationalmannschaft.

### Olympia-Qualifikationen 1959 und 1963
Die Sportverbände beider deutscher Staaten einigten sich auf Ausscheidungsspiele zwischen Auswahlmannschaften, da nur eine deutsche Mannschaft bei den Olympischen Spielen 1960 in Rom und 1964 in Tokio teilnehmen durfte.
1959 trafen die DDR-Nationalmannschaft und eine bundesdeutsche Amateurauswahl aufeinander. Die Austragungsorte und -zeiten wurden auf Wunsch der westdeutschen Verantwortlichen geheim gehalten. Das erste Spiel in Ost-Berlin gewann die bundesdeutsche Auswahl mit 2:1, das zweite Spiel in Düsseldorf mit 2:0.
1963 durften in der DDR-Mannschaft nur Spieler ohne Weltmeisterschafts-Qualifikationseinsätze beteiligt sein, die Bundesrepublik wurde wieder durch eine Amateurauswahl vertreten. Die DDR gewann das erste Spiel in Karl-Marx-Stadt mit 3:0, die Bundesrepublik das zweite Spiel in Hannover mit 2:1. Damit war die DDR-Auswahl qualifiziert.

### (abgesagte) Qualifikation zur Fußball-Europameisterschaft 1992
Für die Fußball-Europameisterschaft 1992 ergab die Auslosung der Qualifikationsgruppen im Februar 1990 ein innerdeutsches Duell zwischen der Bundesrepublik und der DDR. Die beiden Begegnungen sollten im November 1990 in Leipzig und 1991 in München stattfinden. Aufgrund der Wiedervereinigung kamen diese nicht mehr zustande, und aus der ursprünglich vorgesehenen Fünfer- wurde eine Viererqualifikationsgruppe. Als Ersatz für das erste Qualifikationsduell sollte im November 1990 ein Freundschaftsspiel beider Nationalmannschaften ausgetragen werden. Weil ostdeutsche Hooligans im Vorfeld des Spiels Randale angedroht hatten, wurde die Partie abgesagt und erst zwanzig Jahre später, am 19. November 2010, in einem „Spiel der Legenden“ nachgeholt.  Dabei bezwang eine Auswahl von ehemaligen DDR-Nationalspielern die bundesdeutsche Weltmeistermannschaft von 1990 im Leipziger Zentralstadion mit 2:1.

## Europäische Clubwettbewerbe

### International Football Cup und Intertoto Cup
Am 2. Juli 1961 trafen erstmals Mannschaften aus beiden deutschen Staaten in einem europäischen Clubwettbewerb aufeinander.
Der SC Lokomotive Leipzig spielte gegen Kickers Offenbach und der SC Motor Jena gegen den VfL Osnabrück im erstmals ausgetragenen International Footbal Cup.
Das wichtigste Spiel zweier deutscher Mannschaften in diesem Wettbewerb waren die Halbfinalspiele zwischen Hertha BSC und SC Lokomotive Leipzig im Wettbewerb 1964/65, das die Messestädter für sich entscheiden konnten, im Finale aber unterlagen. Auch im Wettbewerb 1966/67 trafen deutsche Mannschaften aufeinander: Der Karlsruher SC spielte gegen Hansa Rostock, und Eintracht Braunschweig traf auf den FC Carl Zeiss Jena.
Im nachfolgenden Intertoto Cup gab es solche Begegnungen 1967, 1984, 1985, 1986, 1988, 1989 und 1990.

### Europapokal
Es gab 17 Ansetzungen zwischen Klubmannschaften aus der DDR und der Bundesrepublik in den drei Wettbewerben des Europapokals, nur dreimal qualifizierten sich die DDR-Mannschaften für die nächste Runde.
1973/74
- Bayern München – Dynamo Dresden 4:3 / 3:3, Europapokal der Landesmeister, Achtelfinale[7]
- Fortuna Düsseldorf – Lok Leipzig 2:1 / 0:3, UEFA-Cup, Achtelfinale

1974/75
- Bayern München – 1. FC Magdeburg 3:2 / 1:0, Europapokal der Landesmeister, Achtelfinale
- Hamburger SV – Dynamo Dresden 4:1 / 2:2, UEFA-Pokal, Achtelfinale

1977/78
- 1. FC Magdeburg – Schalke 04 4:2 / 3:1, UEFA-Pokal, 2. Runde

1978/79
- FC Carl Zeiss Jena – MSV Duisburg 0:0 / 0:3 n. V., UEFA-Pokal, 2. Runde

1979/80
- Dynamo Dresden – VfB Stuttgart 1:1 / 0:0, UEFA-Pokal, 2. Runde, Stuttgart qualifiziert

1980/81
- VfB Stuttgart – FC Vorwärts Frankfurt 5:1 / 2:1, UEFA-Pokal, 2. Runde

1981/82
- 1. FC Magdeburg – Borussia Mönchengladbach 3:1 / 0:2, UEFA-Pokal, 1. Runde, Mönchengladbach qualifiziert

1982/83
- BFC Dynamo – Hamburger SV 1:1 / 0:2, Europapokal der Landesmeister, 1. Runde
- FC Vorwärts Frankfurt – Werder Bremen 1:3 / 2:0, UEFA-Pokal, 1. Runde, Bremen qualifiziert

1983/84
- 1. FC Lok Leipzig – Werder Bremen 1:0 / 1:1, UEFA-Pokal, 2. Runde

1985/86
- Dynamo Dresden – Bayer 05 Uerdingen 2:0 / 3:7, Europapokal der Pokalsieger, Viertelfinale

1986/87
- Bayer 05 Uerdingen – FC Carl Zeiss Jena 3:0 / 4:0, UEFA-Pokal, 1. Runde

1988/89
- BFC Dynamo – Werder Bremen 3:0 / 0:5, Europapokal der Landesmeister, 1. Runde
- VfB Stuttgart – Dynamo Dresden 1:0 / 1:1, UEFA-Pokal, Halbfinale

1990/91
- Borussia Dortmund – Chemnitzer FC 2:0 / 2:0, UEFA-Pokal, 1. Runde

## Weitere Begegnungen
Am 25. Dezember 1953 gab es ein Fußballspiel zwischen den Stadt-Auswahl-Mannschaften von Ost-Berlin und West-Berlin im Walter-Ulbricht-Stadion, vor etwa 50.000 Zuschauern, das die Ost-Berliner Elf mit 3:2 gewann. 1955 spielte sogar eine gemeinsame Gesamt-Berliner Mannschaft gegen eine Prager Auswahl. Eine weitere Begegnung dieser Art scheiterte dann am Widerspruch von Staatsratsvorsitzenden Walter Ulbricht.
Außerdem gab es einige Begegnungen zwischen Klubmannschaften beider deutscher Staaten als internationale Vergleiche ohne einen Wettbewerbsmodus. Dabei waren die DDR-Mannschaften insgesamt erfolgreicher.
- 1956 SC Wismut Karl-Marx-Stadt – 1. FC Kaiserslautern 3:5, zur Einweihung des Leipziger Zentralstadions vor etwa 110.000 Zuschauern, erste Begegnung zwischen einem ost- und einem westdeutschen Fußballclub, beide waren Landesmeister, Kaiserslautern mit drei Weltmeistern von 1954, darunter Fritz Walter, der ein Tor mit der Hacke über seinen Kopf erzielte
- 1975 1. FC Kaiserslautern – FC Carl Zeiss Jena 0:1
- 1975 Kickers Offenbach – 1. FC Lok Leipzig 2:2
- 1976 FC Carl Zeiss Jena – 1. FC Kaiserslautern 2:1
- 1976 1. FC Lok Leipzig – Kickers Offenbach 1:0
- 1977 MSV Duisburg – Dynamo Dresden 1:1
- 1977 FC Vorwärts Frankfurt – Fortuna Düsseldorf 2:1
- 1977 1. FC Magdeburg – Eintracht Braunschweig 1:2[10]
- 1978 Dynamo Dresden – Hertha BSC 1:0
- 1978 Eintracht Braunschweig – Lok Leipzig 2:2
- 1978 BFC Dynamo – MSV Duisburg 2:0
- 1979 1. FC Kaiserslautern – BFC Dynamo, nach dem Spiel blieb der Nationalspieler Lutz Eigendorf in der Bundesrepublik